# 1649
Portal Geschichte | Portal Biografien | Aktuelle Ereignisse | Jahreskalender | Tagesartikel

◄ |
16. Jahrhundert |
17. Jahrhundert
| 18. Jahrhundert | ►

◄ |
1610er |
1620er |
1630er |
1640er
| 1650er | 1660er | 1670er | ►

◄◄ |
◄ |
1645 |
1646 |
1647 |
1648 |
1649
| 1650 | 1651 | 1652 | 1653 | ► | ►►
Staatsoberhäupter  · Nekrolog   · Musikjahr
| Januar | Januar | Januar | Januar | Januar | Januar | Januar | Januar |
| Kw     | Mo     | Di     | Mi     | Do     | Fr     | Sa     | So     |
| ------ | ------ | ------ | ------ | ------ | ------ | ------ | ------ |
| 53     |        |        |        |        | 1      | 2      | 3      |
| 1      | 4      | 5      | 6      | 7      | 8      | 9      | 10     |
| 2      | 11     | 12     | 13     | 14     | 15     | 16     | 17     |
| 3      | 18     | 19     | 20     | 21     | 22     | 23     | 24     |
| 4      | 25     | 26     | 27     | 28     | 29     | 30     | 31     |

| Februar | Februar | Februar | Februar | Februar | Februar | Februar | Februar |
| Kw      | Mo      | Di      | Mi      | Do      | Fr      | Sa      | So      |
| ------- | ------- | ------- | ------- | ------- | ------- | ------- | ------- |
| 5       | 1       | 2       | 3       | 4       | 5       | 6       | 7       |
| 6       | 8       | 9       | 10      | 11      | 12      | 13      | 14      |
| 7       | 15      | 16      | 17      | 18      | 19      | 20      | 21      |
| 8       | 22      | 23      | 24      | 25      | 26      | 27      | 28      |

| März | März | März | März | März | März | März | März |
| Kw   | Mo   | Di   | Mi   | Do   | Fr   | Sa   | So   |
| ---- | ---- | ---- | ---- | ---- | ---- | ---- | ---- |
| 9    | 1    | 2    | 3    | 4    | 5    | 6    | 7    |
| 10   | 8    | 9    | 10   | 11   | 12   | 13   | 14   |
| 11   | 15   | 16   | 17   | 18   | 19   | 20   | 21   |
| 12   | 22   | 23   | 24   | 25   | 26   | 27   | 28   |
| 13   | 29   | 30   | 31   |      |      |      |      |

| April | April | April | April | April | April | April | April |
| Kw    | Mo    | Di    | Mi    | Do    | Fr    | Sa    | So    |
| ----- | ----- | ----- | ----- | ----- | ----- | ----- | ----- |
| 13    |       |       |       | 1     | 2     | 3     | 4     |
| 14    | 5     | 6     | 7     | 8     | 9     | 10    | 11    |
| 15    | 12    | 13    | 14    | 15    | 16    | 17    | 18    |
| 16    | 19    | 20    | 21    | 22    | 23    | 24    | 25    |
| 17    | 26    | 27    | 28    | 29    | 30    |       |       |

| Mai | Mai | Mai | Mai | Mai | Mai | Mai | Mai |
| Kw  | Mo  | Di  | Mi  | Do  | Fr  | Sa  | So  |
| --- | --- | --- | --- | --- | --- | --- | --- |
| 17  |     |     |     |     |     | 1   | 2   |
| 18  | 3   | 4   | 5   | 6   | 7   | 8   | 9   |
| 19  | 10  | 11  | 12  | 13  | 14  | 15  | 16  |
| 20  | 17  | 18  | 19  | 20  | 21  | 22  | 23  |
| 21  | 24  | 25  | 26  | 27  | 28  | 29  | 30  |
| 22  | 31  |     |     |     |     |     |     |

| Juni | Juni | Juni | Juni | Juni | Juni | Juni | Juni |
| Kw   | Mo   | Di   | Mi   | Do   | Fr   | Sa   | So   |
| ---- | ---- | ---- | ---- | ---- | ---- | ---- | ---- |
| 22   |      | 1    | 2    | 3    | 4    | 5    | 6    |
| 23   | 7    | 8    | 9    | 10   | 11   | 12   | 13   |
| 24   | 14   | 15   | 16   | 17   | 18   | 19   | 20   |
| 25   | 21   | 22   | 23   | 24   | 25   | 26   | 27   |
| 26   | 28   | 29   | 30   |      |      |      |      |

| Juli | Juli | Juli | Juli | Juli | Juli | Juli | Juli |
| Kw   | Mo   | Di   | Mi   | Do   | Fr   | Sa   | So   |
| ---- | ---- | ---- | ---- | ---- | ---- | ---- | ---- |
| 26   |      |      |      | 1    | 2    | 3    | 4    |
| 27   | 5    | 6    | 7    | 8    | 9    | 10   | 11   |
| 28   | 12   | 13   | 14   | 15   | 16   | 17   | 18   |
| 29   | 19   | 20   | 21   | 22   | 23   | 24   | 25   |
| 30   | 26   | 27   | 28   | 29   | 30   | 31   |      |

| August | August | August | August | August | August | August | August |
| Kw     | Mo     | Di     | Mi     | Do     | Fr     | Sa     | So     |
| ------ | ------ | ------ | ------ | ------ | ------ | ------ | ------ |
| 30     |        |        |        |        |        |        | 1      |
| 31     | 2      | 3      | 4      | 5      | 6      | 7      | 8      |
| 32     | 9      | 10     | 11     | 12     | 13     | 14     | 15     |
| 33     | 16     | 17     | 18     | 19     | 20     | 21     | 22     |
| 34     | 23     | 24     | 25     | 26     | 27     | 28     | 29     |
| 35     | 30     | 31     |        |        |        |        |        |

| September | September | September | September | September | September | September | September |
| Kw        | Mo        | Di        | Mi        | Do        | Fr        | Sa        | So        |
| --------- | --------- | --------- | --------- | --------- | --------- | --------- | --------- |
| 35        |           |           | 1         | 2         | 3         | 4         | 5         |
| 36        | 6         | 7         | 8         | 9         | 10        | 11        | 12        |
| 37        | 13        | 14        | 15        | 16        | 17        | 18        | 19        |
| 38        | 20        | 21        | 22        | 23        | 24        | 25        | 26        |
| 39        | 27        | 28        | 29        | 30        |           |           |           |

| Oktober | Oktober | Oktober | Oktober | Oktober | Oktober | Oktober | Oktober |
| Kw      | Mo      | Di      | Mi      | Do      | Fr      | Sa      | So      |
| ------- | ------- | ------- | ------- | ------- | ------- | ------- | ------- |
| 39      |         |         |         |         | 1       | 2       | 3       |
| 40      | 4       | 5       | 6       | 7       | 8       | 9       | 10      |
| 41      | 11      | 12      | 13      | 14      | 15      | 16      | 17      |
| 42      | 18      | 19      | 20      | 21      | 22      | 23      | 24      |
| 43      | 25      | 26      | 27      | 28      | 29      | 30      | 31      |

| November | November | November | November | November | November | November | November |
| Kw       | Mo       | Di       | Mi       | Do       | Fr       | Sa       | So       |
| -------- | -------- | -------- | -------- | -------- | -------- | -------- | -------- |
| 44       | 1        | 2        | 3        | 4        | 5        | 6        | 7        |
| 45       | 8        | 9        | 10       | 11       | 12       | 13       | 14       |
| 46       | 15       | 16       | 17       | 18       | 19       | 20       | 21       |
| 47       | 22       | 23       | 24       | 25       | 26       | 27       | 28       |
| 48       | 29       | 30       |          |          |          |          |          |

| Dezember | Dezember | Dezember | Dezember | Dezember | Dezember | Dezember | Dezember |
| Kw       | Mo       | Di       | Mi       | Do       | Fr       | Sa       | So       |
| -------- | -------- | -------- | -------- | -------- | -------- | -------- | -------- |
| 48       |          |          | 1        | 2        | 3        | 4        | 5        |
| 49       | 6        | 7        | 8        | 9        | 10       | 11       | 12       |
| 50       | 13       | 14       | 15       | 16       | 17       | 18       | 19       |
| 51       | 20       | 21       | 22       | 23       | 24       | 25       | 26       |
| 52       | 27       | 28       | 29       | 30       | 31       |          |          |

| Januar | Januar | Januar | Januar | Januar | Januar | Januar | Januar |
| Kw     | Mo     | Di     | Mi     | Do     | Fr     | Sa     | So     |
| ------ | ------ | ------ | ------ | ------ | ------ | ------ | ------ |
| 53     |        |        |        |        | 1      | 2      | 3      |
| 1      | 4      | 5      | 6      | 7      | 8      | 9      | 10     |
| 2      | 11     | 12     | 13     | 14     | 15     | 16     | 17     |
| 3      | 18     | 19     | 20     | 21     | 22     | 23     | 24     |
| 4      | 25     | 26     | 27     | 28     | 29     | 30     | 31     |

| Februar | Februar | Februar | Februar | Februar | Februar | Februar | Februar |
| Kw      | Mo      | Di      | Mi      | Do      | Fr      | Sa      | So      |
| ------- | ------- | ------- | ------- | ------- | ------- | ------- | ------- |
| 5       | 1       | 2       | 3       | 4       | 5       | 6       | 7       |
| 6       | 8       | 9       | 10      | 11      | 12      | 13      | 14      |
| 7       | 15      | 16      | 17      | 18      | 19      | 20      | 21      |
| 8       | 22      | 23      | 24      | 25      | 26      | 27      | 28      |

| März | März | März | März | März | März | März | März |
| Kw   | Mo   | Di   | Mi   | Do   | Fr   | Sa   | So   |
| ---- | ---- | ---- | ---- | ---- | ---- | ---- | ---- |
| 9    | 1    | 2    | 3    | 4    | 5    | 6    | 7    |
| 10   | 8    | 9    | 10   | 11   | 12   | 13   | 14   |
| 11   | 15   | 16   | 17   | 18   | 19   | 20   | 21   |
| 12   | 22   | 23   | 24   | 25   | 26   | 27   | 28   |
| 13   | 29   | 30   | 31   |      |      |      |      |

| April | April | April | April | April | April | April | April |
| Kw    | Mo    | Di    | Mi    | Do    | Fr    | Sa    | So    |
| ----- | ----- | ----- | ----- | ----- | ----- | ----- | ----- |
| 13    |       |       |       | 1     | 2     | 3     | 4     |
| 14    | 5     | 6     | 7     | 8     | 9     | 10    | 11    |
| 15    | 12    | 13    | 14    | 15    | 16    | 17    | 18    |
| 16    | 19    | 20    | 21    | 22    | 23    | 24    | 25    |
| 17    | 26    | 27    | 28    | 29    | 30    |       |       |

| Mai | Mai | Mai | Mai | Mai | Mai | Mai | Mai |
| Kw  | Mo  | Di  | Mi  | Do  | Fr  | Sa  | So  |
| --- | --- | --- | --- | --- | --- | --- | --- |
| 17  |     |     |     |     |     | 1   | 2   |
| 18  | 3   | 4   | 5   | 6   | 7   | 8   | 9   |
| 19  | 10  | 11  | 12  | 13  | 14  | 15  | 16  |
| 20  | 17  | 18  | 19  | 20  | 21  | 22  | 23  |
| 21  | 24  | 25  | 26  | 27  | 28  | 29  | 30  |
| 22  | 31  |     |     |     |     |     |     |

| Juni | Juni | Juni | Juni | Juni | Juni | Juni | Juni |
| Kw   | Mo   | Di   | Mi   | Do   | Fr   | Sa   | So   |
| ---- | ---- | ---- | ---- | ---- | ---- | ---- | ---- |
| 22   |      | 1    | 2    | 3    | 4    | 5    | 6    |
| 23   | 7    | 8    | 9    | 10   | 11   | 12   | 13   |
| 24   | 14   | 15   | 16   | 17   | 18   | 19   | 20   |
| 25   | 21   | 22   | 23   | 24   | 25   | 26   | 27   |
| 26   | 28   | 29   | 30   |      |      |      |      |

| Juli | Juli | Juli | Juli | Juli | Juli | Juli | Juli |
| Kw   | Mo   | Di   | Mi   | Do   | Fr   | Sa   | So   |
| ---- | ---- | ---- | ---- | ---- | ---- | ---- | ---- |
| 26   |      |      |      | 1    | 2    | 3    | 4    |
| 27   | 5    | 6    | 7    | 8    | 9    | 10   | 11   |
| 28   | 12   | 13   | 14   | 15   | 16   | 17   | 18   |
| 29   | 19   | 20   | 21   | 22   | 23   | 24   | 25   |
| 30   | 26   | 27   | 28   | 29   | 30   | 31   |      |

| August | August | August | August | August | August | August | August |
| Kw     | Mo     | Di     | Mi     | Do     | Fr     | Sa     | So     |
| ------ | ------ | ------ | ------ | ------ | ------ | ------ | ------ |
| 30     |        |        |        |        |        |        | 1      |
| 31     | 2      | 3      | 4      | 5      | 6      | 7      | 8      |
| 32     | 9      | 10     | 11     | 12     | 13     | 14     | 15     |
| 33     | 16     | 17     | 18     | 19     | 20     | 21     | 22     |
| 34     | 23     | 24     | 25     | 26     | 27     | 28     | 29     |
| 35     | 30     | 31     |        |        |        |        |        |

| September | September | September | September | September | September | September | September |
| Kw        | Mo        | Di        | Mi        | Do        | Fr        | Sa        | So        |
| --------- | --------- | --------- | --------- | --------- | --------- | --------- | --------- |
| 35        |           |           | 1         | 2         | 3         | 4         | 5         |
| 36        | 6         | 7         | 8         | 9         | 10        | 11        | 12        |
| 37        | 13        | 14        | 15        | 16        | 17        | 18        | 19        |
| 38        | 20        | 21        | 22        | 23        | 24        | 25        | 26        |
| 39        | 27        | 28        | 29        | 30        |           |           |           |

| Oktober | Oktober | Oktober | Oktober | Oktober | Oktober | Oktober | Oktober |
| Kw      | Mo      | Di      | Mi      | Do      | Fr      | Sa      | So      |
| ------- | ------- | ------- | ------- | ------- | ------- | ------- | ------- |
| 39      |         |         |         |         | 1       | 2       | 3       |
| 40      | 4       | 5       | 6       | 7       | 8       | 9       | 10      |
| 41      | 11      | 12      | 13      | 14      | 15      | 16      | 17      |
| 42      | 18      | 19      | 20      | 21      | 22      | 23      | 24      |
| 43      | 25      | 26      | 27      | 28      | 29      | 30      | 31      |

| November | November | November | November | November | November | November | November |
| Kw       | Mo       | Di       | Mi       | Do       | Fr       | Sa       | So       |
| -------- | -------- | -------- | -------- | -------- | -------- | -------- | -------- |
| 44       | 1        | 2        | 3        | 4        | 5        | 6        | 7        |
| 45       | 8        | 9        | 10       | 11       | 12       | 13       | 14       |
| 46       | 15       | 16       | 17       | 18       | 19       | 20       | 21       |
| 47       | 22       | 23       | 24       | 25       | 26       | 27       | 28       |
| 48       | 29       | 30       |          |          |          |          |          |

| Dezember | Dezember | Dezember | Dezember | Dezember | Dezember | Dezember | Dezember |
| Kw       | Mo       | Di       | Mi       | Do       | Fr       | Sa       | So       |
| -------- | -------- | -------- | -------- | -------- | -------- | -------- | -------- |
| 48       |          |          | 1        | 2        | 3        | 4        | 5        |
| 49       | 6        | 7        | 8        | 9        | 10       | 11       | 12       |
| 50       | 13       | 14       | 15       | 16       | 17       | 18       | 19       |
| 51       | 20       | 21       | 22       | 23       | 24       | 25       | 26       |
| 52       | 27       | 28       | 29       | 30       | 31       |          |          |

## Ereignisse

### Politik und Weltgeschehen

#### Britische Inseln

##### Englischer Bürgerkrieg

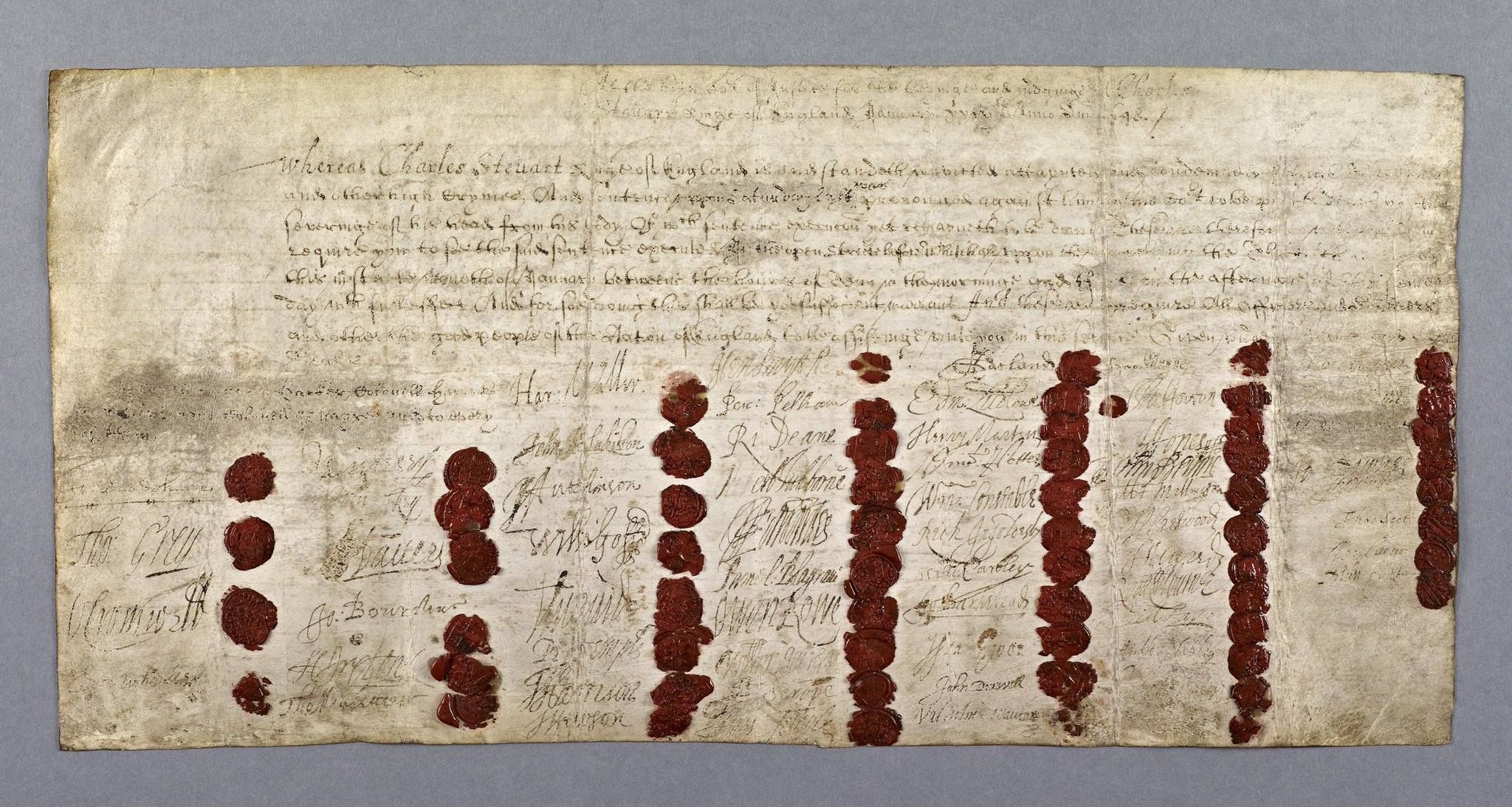
Todesurteil über Karl I. mit den Siegeln der 59 Unterzeichner

Flagge des Commonwealth (1649–1651)

- 30. Januar: König Karl I. von England wird wegen Hochverrats geköpft, womit der Englische Bürgerkrieg endet. England wird unter Oliver Cromwell zur Republik, Beginn des Commonwealth of England.
- 7. Februar: Karl I. wird in der St.-Georgs-Kapelle von Schloss Windsor in Berkshire beerdigt.

##### Irische Konföderationskriege / Rückeroberung Irlands
- 2. August: In der Schlacht von Rathmines überrascht die zahlenmäßig kleinere New Model Army bei Dublin ein gemeinsames Heer von irischen Konföderierten und englischen Royalisten. Das Anlanden von Oliver Cromwell mit weiteren parlamentarischen Truppen wenige Tage später im englischen Bürgerkrieg wird durch den Sieg in dieser Schlacht erleichtert.
- 15. August: Oliver Cromwell landet mit einem Heer in Irland, um einen Aufstand katholischer Royalisten zu bekämpfen.
- September: Die zweite Belagerung von Drogheda endet mit einem Massaker an der Besatzung der Stadt.
- 11. Oktober: Die am 2. Oktober begonnene Belagerung von Wexford endet mitten in Übergabeverhandlungen mit der unerwarteten Erstürmung der Stadt durch die unter Oliver Cromwells Befehl stehenden Truppen. Die Soldateska tötet hunderte gegnerischer Soldaten und schätzungsweise 1.500 Zivilisten. Die Stadt wird geplündert und zerstört.
- 24. November – 10. Dezember: Die erste Belagerung von Waterford muss wegen des einbrechenden Winters von Cromwells Truppen abgebrochen werden.

##### Schottland
- Juni: Karl, Sohn des hingerichteten Karl I., setzt James Graham, 1. Marquess of Montrose als Lord Lieutenant in Schottland ein.

#### Frankreich

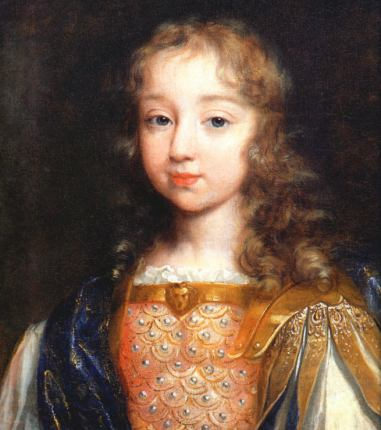
Ludwig XIV. als Fünfjähriger

- 5. Januar: Ludwig XIV. und sein Hof müssen wegen der Fronde nach Saint-Germain fliehen.

#### Italien
- 2. September: Nach der Flucht von Herzog Ranuccio II. Farnese nach Parma kapituliert die Stadt Castro vor den Truppen von Papst Innozenz X. Die Hauptstadt des Herzogtums Castro wird acht Monate später auf päpstlichen Befehl vollständig zerstört.

#### Malta
- April: In Malta wird der St Agatha’s Tower mit vier Kanonen ausgestattet und als Teil der Befestigungsanlagen in Betrieb genommen. Da der Turm unter Großmeister Jean de Lascaris-Castellar errichtet wurde, wird er zu den sogenannten Lascaris Towers gezählt. Konstruktiv entspricht er eher den früher errichteten Wignacourt Towers.

#### Heiliges Römisches Reich

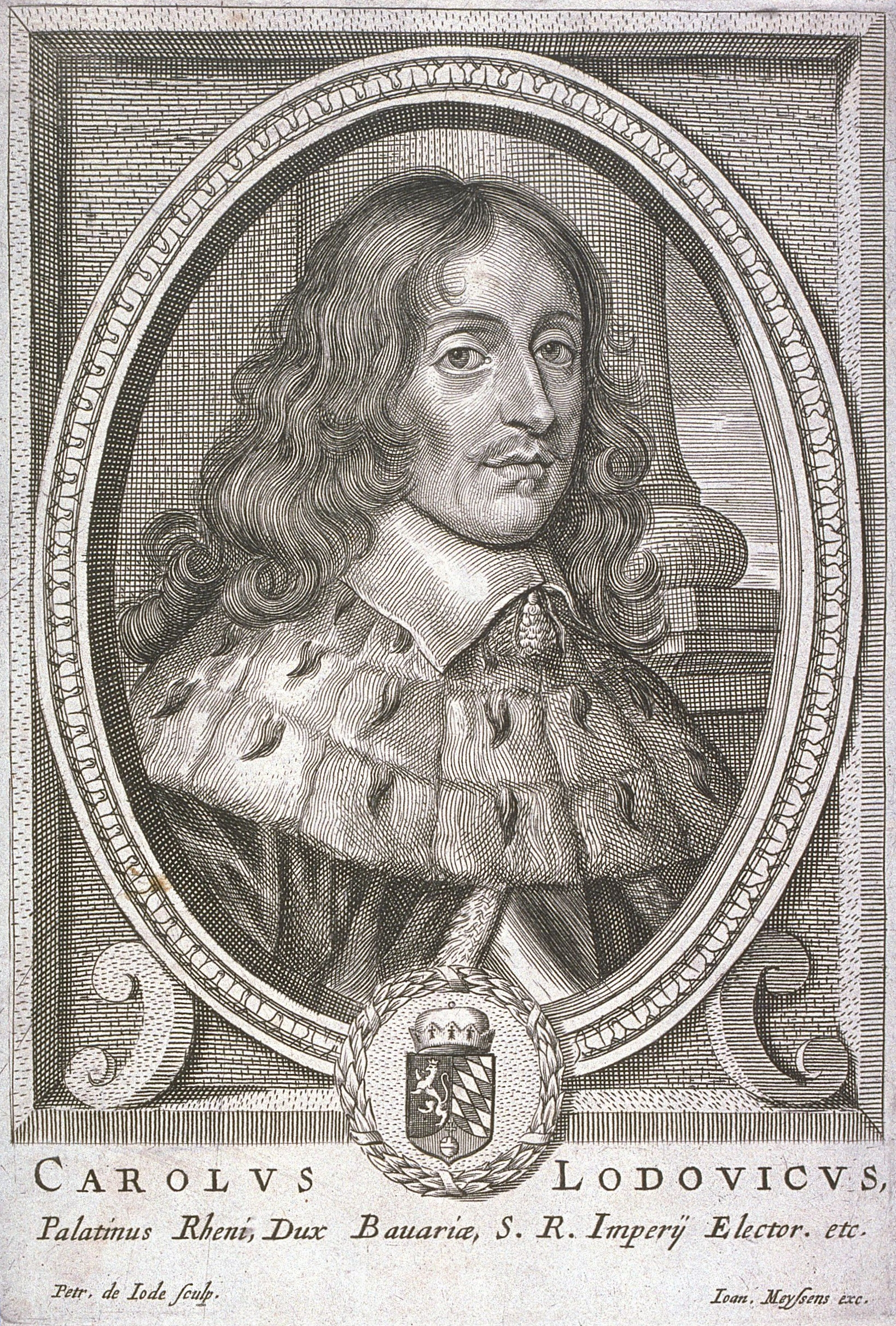
Karl I. Ludwig

- Kurfürst Karl I. Ludwig kehrt nach den Wirren des Krieges in die Kurpfalz zurück. Da Bayern seine Kurwürde behält, wird für ihn eine achte Kurwürde neu geschaffen.
- In Württemberg wird die allgemeine Schulpflicht eingeführt.

#### Ungarn
- Paul Pálffy wird Palatin von Ungarn.

#### Russland
- In Russland wird die Leibeigenschaft mit der Sobornoje Uloschenije endgültig festgeschrieben.

### Wirtschaft
- 10. März: In Lissabon wird durch König Johann IV. die Allgemeine Gesellschaft des Brasilienhandels gegründet.
- Im schwedischen Karlskoga wird die Hammermühle Bofoors gegründet.
- Herzog Eberhard III. von Württemberg gründet die Kammerschreiberei, einen Vorläufer der heutigen Hofkammer des Hauses Württemberg.

### Wissenschaft und Technik
- Otto von Guericke erfindet die Kolbenluftpumpe und stellt weitere Untersuchungen zum Vakuum an.
- Der französische Philosoph René Descartes veröffentlicht den Aufsatz Les Passions de l’âme (Die Leidenschaften der Seele). Descartes möchte darin die menschlichen Leidenschaften analysieren und wissenschaftlich erläutern.

### Kultur

#### Bildende Kunst

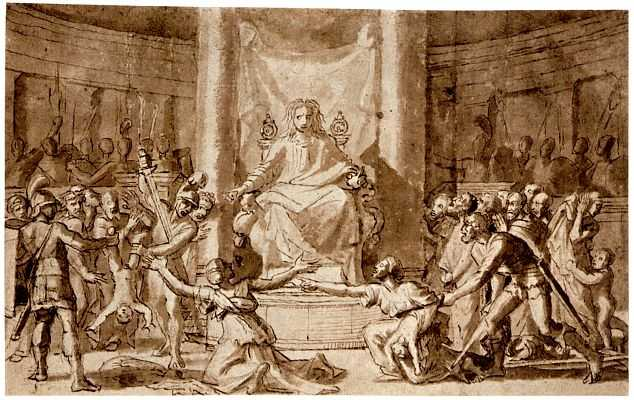
Nicolas Poussin: Studie zum Gemälde, Louvre, Paris

- Nicolas Poussin vollendet das Gemälde Urteil des Salomon.

#### Musik und Theater

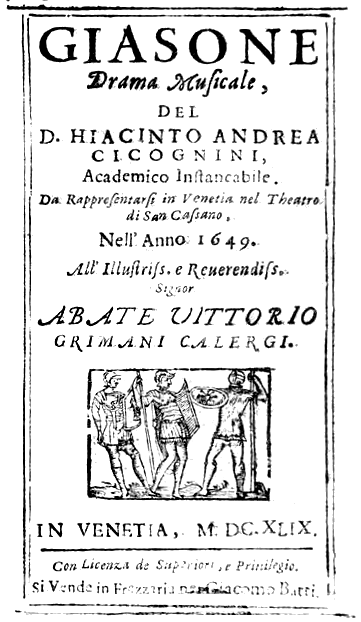
Titelblatt des Librettos

- 5. Januar: Die Uraufführung des musikalischen Dramas Giasone von Francesco Cavalli erfolgt am Teatro San Cassiano in Venedig. Das Libretto stammt von Giacinto Andrea Cicognini.

### Religion

#### Christentum in den Amerikanischen Kolonien

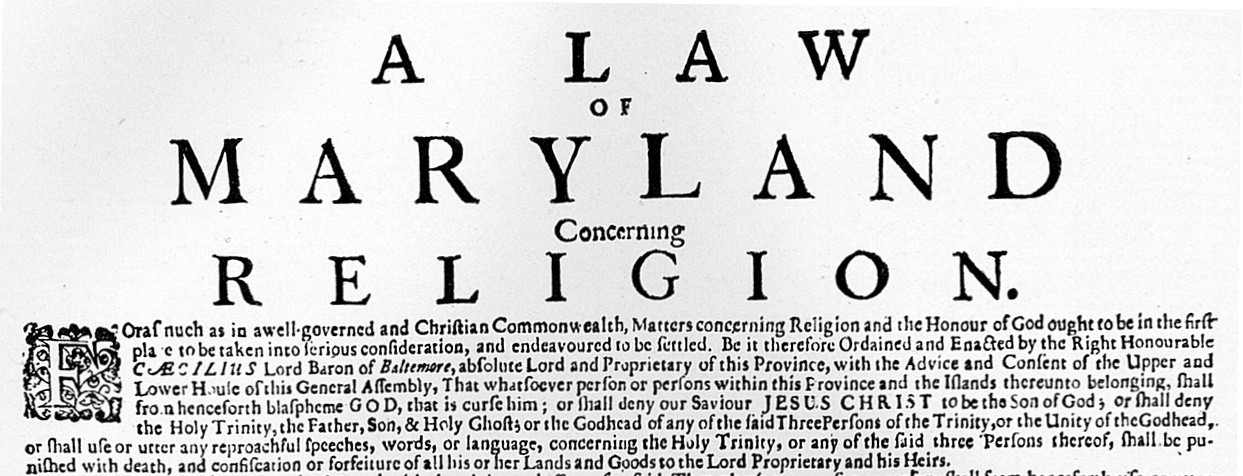
Maryland-Toleranz-Gesetz

- 21. April: In der britischen Kolonie Maryland wird das Maryland-Toleranz-Gesetz beschlossen, eines der ersten Gesetze, das ausdrücklich andere (christliche) Konfessionen als die Anglikanische Kirche toleriert. Es ist ein wichtiger Schritt zur späteren Religionsfreiheit in den Vereinigten Staaten und eines der Vorbilder für den 1. Zusatzartikel zur Verfassung der Vereinigten Staaten.

#### Christentum in Europa
- 17. Dezember: Papst Innozenz X. ordnet eine breitangelegte Umfrage unter allen Ordensleuten Italiens an, in der Angaben über die finanzielle und personelle Situation aller Konvente gesammelt werden sollen.
- Das Kloster Santa Maria di Falleri wird aufgelöst.

#### Buddhismus in Tibet
- Das buddhistische Kloster Tsenpo Gön wird von Tsenpo Döndrub Gyatsho gegründet.
- Das lamaistische Chusang-Kloster wird in der Zeit der Qing-Dynastie vom ersten 'Lebenden Buddha' Chusang Namgyel Peljor gegründet.

### Katastrophen
- 30. Juli: Bei einem Erdbeben in Japan kommt es zu Zerstörungen in den Städten Tokio und Nikkō.

## Historische Karten und Ansichten

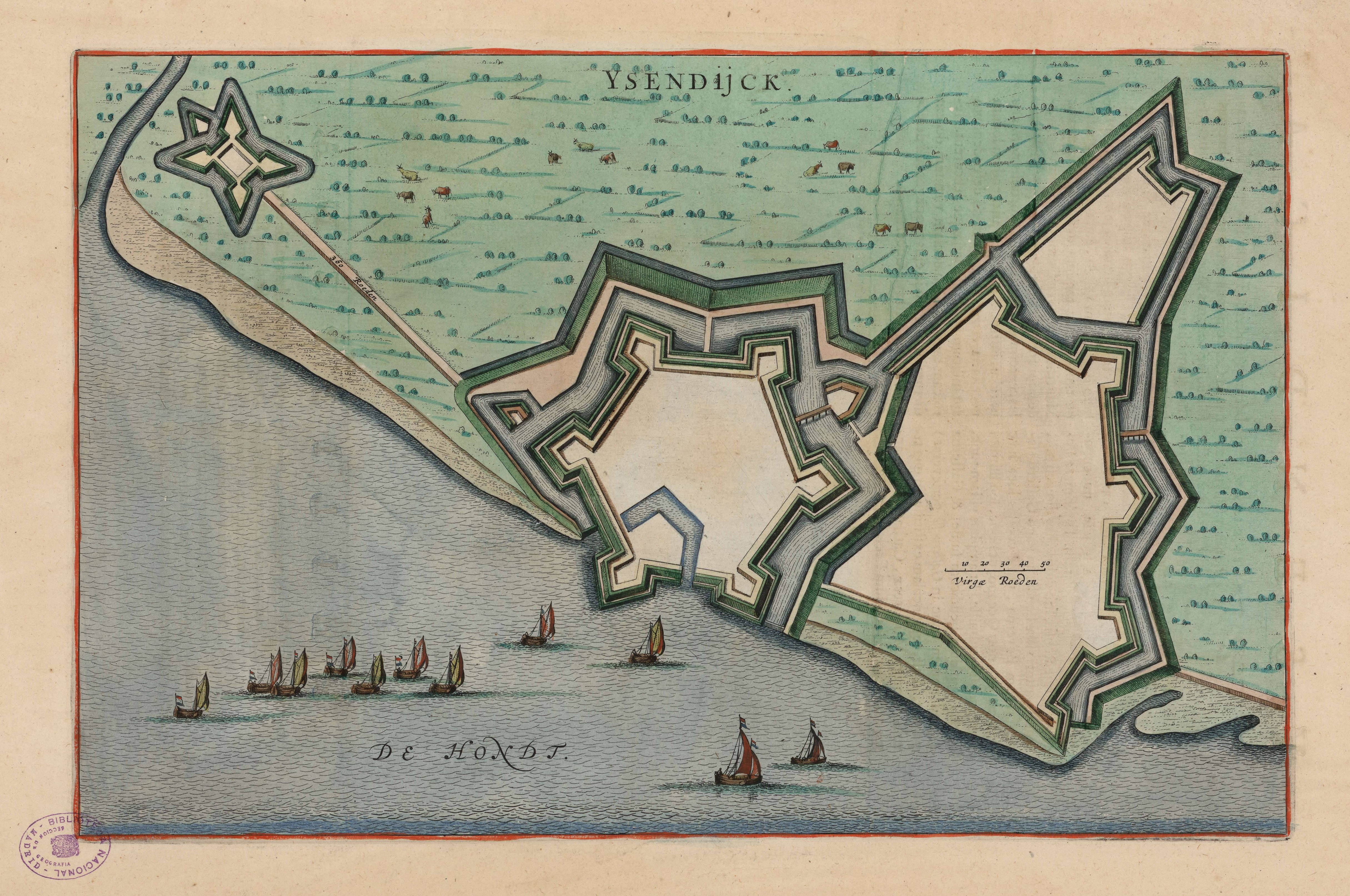
Der niederländische Ort IJzendijke 1649

## Geboren

### Geburtsdatum gesichert
- 18. Januar: Johann Kahler, deutscher Mathematiker und lutherischer Theologe († 1729)
- 18. Januar: Wilhelm Moritz, Fürst von Nassau-Siegen († 1691)
- 26. Januar: Narabayashi Chinzan, japanischer Dolmetscher und Arzt († 1711)
- 29. Januar: Charles Paris d’Orléans-Longueville, Herzog von Longueville, Fürst von Neuchâtel († 1672)
- 02. Februar: Pietro Francesco Orsini, als Benedikt XIII. Papst († 1730)
- 23. Februar: John Blow, englischer Komponist († 1708)
- 02. März: Andreas Gottlieb von Bernstorff, erster Minister des Kurfürstentums Braunschweig-Lüneburg († 1726)
- 08. März: Johann Philipp Krieger, deutscher Komponist, Organist und Kapellmeister († 1725)
- 12. März: Govard Bidloo, niederländischer Chirurg, Anatom, Hochschullehrer und Leibarzt († 1713)
- 09. April: James Scott, 1. Duke of Monmouth, unehelicher Sohn von Karl II. († 1685)
- 11. April: Friederike Amalie von Dänemark, Herzogin von Schleswig-Holstein-Gottorf († 1704)
- 17. April: Meinrad Guggenbichler, in Österreich tätiger Schweizer Bildhauer des Barock († 1723)
- 23. April: Andreas Kneller, deutscher Komponist († 1724)
- 24. April: Amy Buisson, Schweizer General in fremden Diensten († 1721)
- 02. Mai: Engel de Ruyter, niederländischer Vizeadmiral († 1683)
- 12. Mai: Giovanni Alberto Badoer, Patriarch von Venedig und Bischof von Brescia († 1714)
- 17. Juni: John Pole, 3. Baronet, englischer Politiker († 1708)
- 25. Juni: Johann Friedrich Landsberger, deutscher Kaufmann († 1711)
- 01. Juli: Johann Wilhelm Petersen, deutscher Theologe († 1727)
- 19. Juli: Karl, Landgraf von Hessen-Wanfried († 1711)
- 23. Juli: Giovanni Francesco Albani, als Clemens XI. Papst († 1721)
- 10. September: Bernhard I., erster Herzog von Sachsen-Meiningen († 1706)
- 12. September: Giuseppe Maria Tomasi, italienischer Kardinal († 1713)
- 03. Oktober (getauft): Franz Mozart, deutscher Baumeister, Urgroßvater Wolfgang Amadeus Mozarts († 1693/1694)
- 12. Oktober: Hans Georg Asam, deutscher Kirchenmaler († 1711)
- 29. Oktober: Johann Baptist von Garelli Leibarzt von drei Kaisern, († 1732)
- 02. November: Johann Adolf I., Herzog von Sachsen-Weißenfels und Fürst von Sachsen-Querfurt († 1697)
- 20. oder 22. Dezember: Georg Hösle, deutscher römisch-katholischer Theologe († 1727)

### Genaues Geburtsdatum unbekannt
- Shikano Buzaemon, japanischer Rakugo-Meister († 1699)

### Geboren um 1649
- Heneage Finch, 1. Earl of Aylesford, britischer Adeliger und Politiker († 1719)

## Gestorben

### Erstes Halbjahr
- 22. Januar: Alessandro Turchi, italienischer Maler (* 1578)

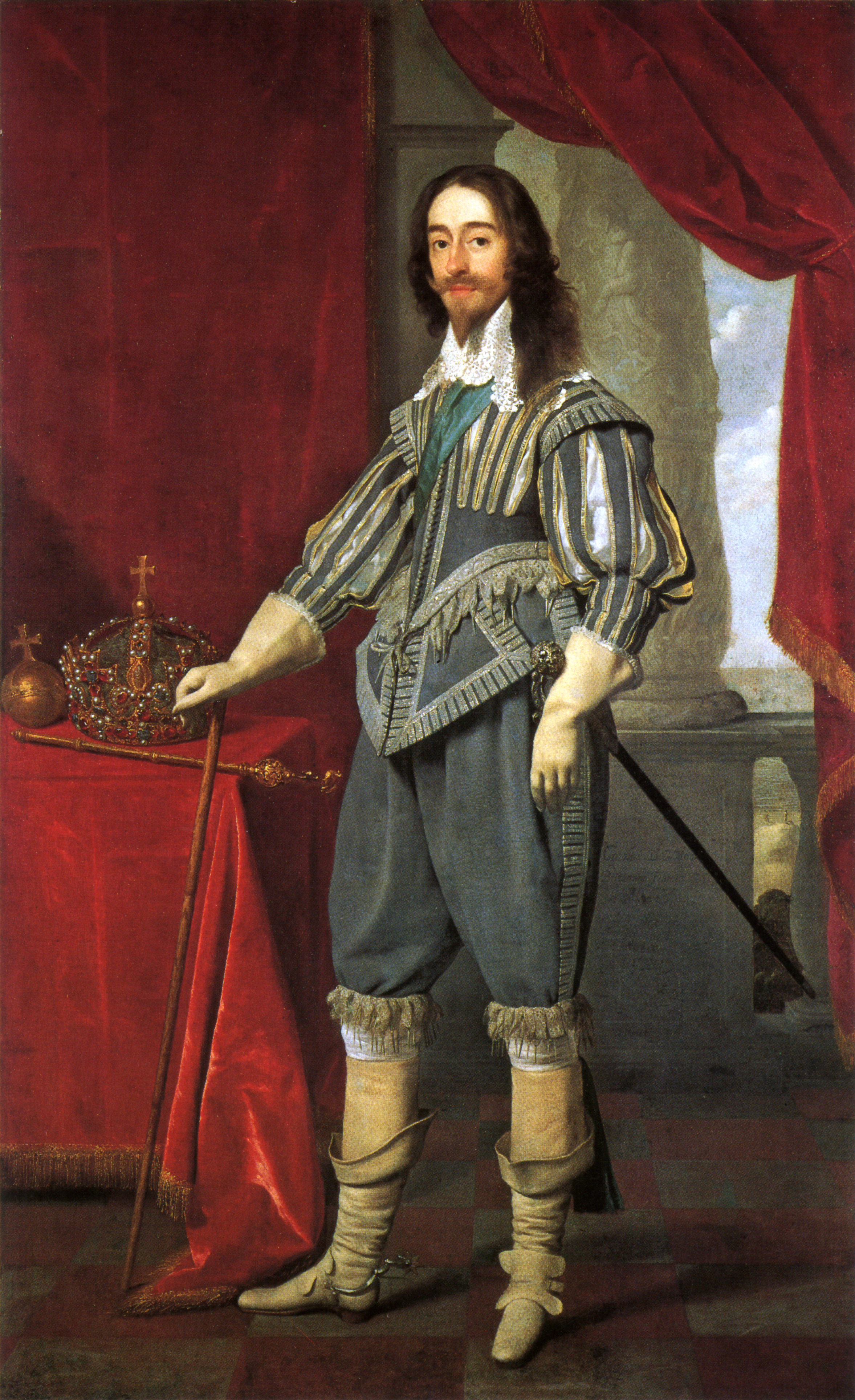
König Karl I. von England, 1631

- 30. Januar: Karl I., König von England, Schottland und Irland (* 1600)
- 08. Februar: Wilhelm Leyser I., deutscher lutherischer Theologe (* 1592)
- 11. Februar: Marie von Preußen, Markgräfin von Brandenburg-Bayreuth (* 1579)
- 21. Februar: George Abbot, englischer Schriftsteller (* 1604)
- 02. März: Maria von Österreich, Erzherzogin aus dem Hause Habsburg (* 1584)
- 09. März: Arthur Capell, 1. Baron Capell of Hadham, englischer Adeliger, Politiker und Militär (* 1604)
- 09. März: James Hamilton, 1. Duke of Hamilton, englischer Adeliger und Heerführer (* 1606)
- 09. März: Henry Rich, 1. Earl of Holland, englischer Peer, Politiker und Offizier (* 1590)
- 10. März: Jakob Lampadius, braunschweig-lüneburgischer Staatsmann (* 1593)
- 16. März: Jean de Brébeuf, französischer Jesuit, der im Gebiet der Wyandot das Evangelium verkündete (* 1593)
- 20. März: John Poulett, 1. Baron Poulett,  englischer Adeliger, Militär und Politiker (* 1586)
- 21. März: Johann Camman, deutscher Jurist, Syndikus der Stadt Braunschweig und Büchersammler (* 1584)
- 26. März: John Winthrop, englischer Puritaner und Gouverneur (* 1588)
- 01. April: Juan Bautista Maíno, spanischer Maler (* 1581)
- 22. April: Marcos de Torres y Rueda, spanischer Bischof der katholischen Kirche und Vizekönig von Neuspanien (* 1588 oder 1591)
- 04. Mai: Martín de Mujica y Buitrón, spanischer Offizier und Gouverneur von Chile
- 08. Mai: Injo, 16. König der Joseon-Dynastie in Korea (* 1595)
- 30. Mai: Jakob Martini, deutscher lutherischer Theologe und Philosoph (* 1570)
- 08. Juni: Vincenzo Carafa, italienischer Ordensgeneral (* 1585)
- 08. Juni: Juan de Zurbarán, spanischer Maler (* 1620)
- 09. Juni: Johann Maximilian zum Jungen, Politiker und Gelehrter in Frankfurt am Main (* 1596)
- 16. Juni: Stanisław Lubomirski, polnischer Magnat, Heerführer und Reichsfürst im Heiligen Römischen Reich (* 1583)
- 18. Juni: Juan Martínez Montañés, spanischer Bildhauer (* 1568)
- 20. Juni: Maria Tesselschade Visscher, niederländische Dichterin und Kupferstecherin (* 1594)
- 30. Juni: Simon Vouet, französischer Maler des Barock (* 1590)

### Zweites Halbjahr
- 27. Juli: Kinoshita Chōshōshi, japanischer Dichter (* 1569)
- 29. Juli: David Teniers der Ältere, flämischer Maler (* 1582)
- 07. August: Maria Leopoldine von Österreich-Tirol, römisch-deutsche Kaiserin (* 1632)
- 18. August: Sebastian Erlacher, österreichischer Bildhauer (* 1609)
- 30. August: Johannes Wesling, deutscher Mediziner (* 1598)
- 31. August: Michael Kern, deutscher Bildhauer (* 1580)
- 15. September: Francesco Gessi, italienischer Maler (* 1588)
- 25. September: Johann Jakob Irminger, Schweizer evangelischer Geistlicher (* 1585)
- 02. Oktober: Johann Ludwig von Pfalz-Sulzbach, schwedischer General im Dreißigjährigen Krieg (* 1625)
- 03. Oktober: Giovanni Diodati, reformierter Theologe und Bibelübersetzer (* 1576)
- 02. November: Antonio Barbalonga, italienischer Maler (* 1600)
- 06. November: Eoghan Rua Ó Néill, irischer Heerführer (* 1590)
- 11. November: Ellen Marsvin, einflussreiche Schwiegermutter des dänischen Königs Christian IV. (* 1572)
- 21. November: Jaroslav Borsita von Martinic, böhmischer Adliger und königlicher Statthalter (* 1582)
- 24. November: Katharina von Waldeck-Wildungen, Regentin der Grafschaft Lippe (* 1612)
- 000November: Giacinto Andrea Cicognini, italienischer Dramatiker und Librettist (* 1606)
- 19. Dezember: Federigo Savelli, kaiserlicher Feldherr und Diplomat (* 1583)

### Genaues Todesdatum unbekannt
- Pedro Abaunza, spanischer Gelehrter (* 1599)
- Hans Jakob Dünz (I.), Schweizer Maler, Kupferstecher, Illustrator und Chorwaibel (* 1575)
- Paul Widerkehr, Schweizer Künstler u. a. Freskenmaler (* 1580)